# 42
Glej tudi: število 42
42 (XLII) je bilo navadno leto, ki se je po julijanskem koledarju začelo na ponedeljek.

## Dogodki
- Klavdij postane rimski cesar.

## Smrti
- Kaligula